# 3526 Jeffbell
3526 Jeffbell eller 1984 CN är en asteroid i huvudbältet som upptäcktes den 5 februari 1984 av den amerikanske astronomen Edward L.G. Bowell vid Anderson Mesa Station. Den är uppkallad efter Jeffrey F. Bell.
Asteroiden har en diameter på ungefär 22 kilometer.